# Ptecticus malayensis
Ptecticus malayensis är en tvåvingeart som beskrevs av Rozkosny och Kovac 1994. Ptecticus malayensis ingår i släktet Ptecticus och familjen vapenflugor. Inga underarter finns listade i Catalogue of Life.